# Arier
Arier (sanskrit: आर्य, persisk: ‏آریا, ārya: „ædel“; afledte former aryāna, ari eller arya, fra proto-indogermansk *ar-yo: „godt skabt“) er blevet brugt som betegnelse for de indoiranske stammer, som på et tidspunkt mellem 2000 f.Kr. og 1500 f.Kr. indvandrede til Afghanistan og Irans højland, men egentlige migrationsteorier er spekulative. 
Arierne nævnes i Avesta, der er en del af den iranske zarathustrianisme, og i Rigveda, fra de indiske vedaer. Avesta fik sin første troværdige oversættelse gennem den danske sproghistoriker Rasmus Rask (1826).
Siden det sassanidiske imperium er "arier" blevet betegnelsen for Iran og dets indbyggere ; Eran Shahr og Ērān, hhv. ariske imperium og arier.

## Begrebshistorie
I den filologiske forskning i slutningen af 1700-tallet fremkom tesen om den indoeuropæiske sproggruppe, med reference til det tyske koncept 'indoeuropäische Sprachen' – 'langues indo-germaniques' hos den danske geograf Malthe Conrad Bruun (1775-1826). Datidens etnolingvistik fandt her et belæg også for et oprindeligt folk, der havde talt det oprindelige sprog. Dette urfolk kaldte man "arier".
Fra det 19. århundrede fremkom ideen at disse folk dannede en biologisk bestembar gruppe, og herfra hentede den nazistiske race-ideologi blandt andet også sit materiale.

## Tyskernes udgave
En af de mest indflydelsesrige tyske idealister om den ariske race var Johann Gottlieb Fichte. Ifølge hans opfattelse var europæere efterkommere af indo-iranske bosættere og folk fra oldtidens Indien og Persien. Tilhængerne af denne teori baserer deres påstand på ligheden af europæiske ord og deres betydning for dem af indo-iranske sprog og modsætningen af ariere, som er "høje og noble", i modsætning til den "parasitiske semitiske kultur".
Nationalsocialisterne, der fik magten i 1933, havde som mål for deres politik at fjerne de semitiske elementer i den tyske tankegang, kultur og vaner for at sætte den ariske tankegang og væremåde i stedet, som nationalsocialisterne mente passede bedre til den racemæssigt ariske tyske befolkning. Men denne ideologi skulle desuden indføres i næsten hele Europa og i sidste ende lede til Holocaust.